# Alfie Allen
Alfie Evan Allen (Hammersmith, 12 september 1986) is een Engelse acteur, vooral bekend van zijn rol als Theon Greyjoy (Grauwvreugd) in de door HBO geproduceerde fantasytelevisieserie Game of Thrones, deze rol leverde hem een Emmy Award-nominatie op in 2019, voor de categorie Outstanding Supporting Actor in a Drama Series.

## Persoonlijk
Alfie Allen is de enige zoon van Keith Allen en Allison Owen. Hij heeft drie zussen: Sarah en Lily zijn ouder, Rebecca is jonger. Op het eerste album van zus Lily Allen staat het lied Alfie, dat over hem gaat.

## Carrière
Hoewel Allen al sinds 1998 actief is, zijn debuutrol was in de Channel 4-komedie You Are Here, is hij internationaal pas echt bekend geworden door de rol van Theon Greyjoy in Game of Thrones. Het door hem gespeelde personage woont in seizoen 1 in Winterfel bij de Starks, nadat hij door Eddard Stark meegenomen is van de Iron Islands na een rebellie van zijn vader tegen de kroon.

## Filmografie
- 2007: Atonement - als Danny Hardman
- 2008: The Other Boleyn Girl - als boodschapper koning
- 2008: Flashbacks of a Fool - als Kevin Hubble
- 2014: John Wick - als Iosef Tarasov
- 2018: The Predator - als Lynch
- 2011-2019: Game of Thrones - als Theon Greyjoy (47 afl.)
- 2019: How to Build a Girl  - als John Kite
- 2019: Jojo Rabbit  - als Freddie Finkel
- 2021: Night Teeth  - als Victor
- 2025: Safe Harbor - als Tobias Chapman

- Bibsys: 1585570378495
- Bibliothèque nationale de France: cb169683712 (data)
- Gemeinsame Normdatei: 1147797641
- International Standard Name Identifier: 0000 0001 1929 1862
- Library of Congress Control Number: no2011060970
- Nationale Bibliotheek van Israël: 987007323169905171
- Nederlandse Thesaurus van Auteursnamen: 393523888
- Système universitaire de documentation: 191939013
- Virtual International Authority File: 170527142
- WorldCat: E39PBJkxJHYFfY9TRFxhGQgqcP